# Kelly Clarkson
Kelly Brianne Clarkson (Fort Worth (Texas), 24 april 1982) is een Amerikaans zangeres. Ze was winnaar van American Idol in 2002 en heeft drie Grammy Awards gewonnen. In 2022 kreeg zij een ster op de Hollywood Walk of Fame.

## Biografie
Clarkson bracht haar jeugd door in Texas. Ze was het derde en jongste kind van een lerares van Griekse en Ierse afkomst, en een gewezen ingenieur van Welshe afkomst.
Clarksons ouders scheidden toen zij zes jaar oud was. In het nummer Because of You uit 2005 heeft ze dit thema verwerkt. Haar broer ging bij haar vader wonen, haar zus bij haar tante en Kelly bij haar moeder.
Clarkson was een meisje dat graag zong en op dertienjarige leeftijd werd haar gevraagd te zingen in het koor van haar middelbare school. Dit aanbod nam ze aan en vanaf dit moment had ze de kans om haar stem te trainen. Nadat Clarkson het diploma van de middelbare school behaalde, besloot ze samen met een vriendin naar Los Angeles te verhuizen om mee te gaan doen met audities en om demo's op te sturen naar platenmaatschappijen. Clarkson en haar vriendin waren net een paar uur ingetrokken in hun appartement toen het appartementencomplex volledig uitbrandde. Op het moment van de brand waren zij niet in het gebouw aanwezig. Dit betekende meteen het eind van de reis en ze keerden terug naar Texas.

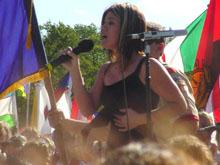
Clarkson die het Amerikaans volkslied zingt in 2002.

### Doorbraak (2002–2004) en eerste album:Thankful
Het winnen van American Idol in 2002, waarvoor ze door vrienden was aangemeld, bezorgde Clarkson een platencontract bij RCA en haar droom kwam uit: het opnemen van een eigen album. Maar Clarkson wilde wel de tijd nemen voor haar album, daarom bracht ze eerst in de Verenigde Staten een dubbele A-kantsingle uit: A Moment Like This en Before Your Love. De eerstgenoemde behaalde de nummer 1 positie in de Amerikaanse Billboard Hot 100.
Een jaar later kwam het debuutalbum Thankful uit met als leadsingle Miss Independent, samen met zangeres Christina Aguilera geschreven. Hierna kwamen nog twee singles uit: Low en The Trouble with Love Is. Dit laatste nummer kwam op de soundtrack van Love Actually. Met Miss Independent brak Clarkson ook internationaal door.

### Succes (2005–2006) en tweede album:Breakaway

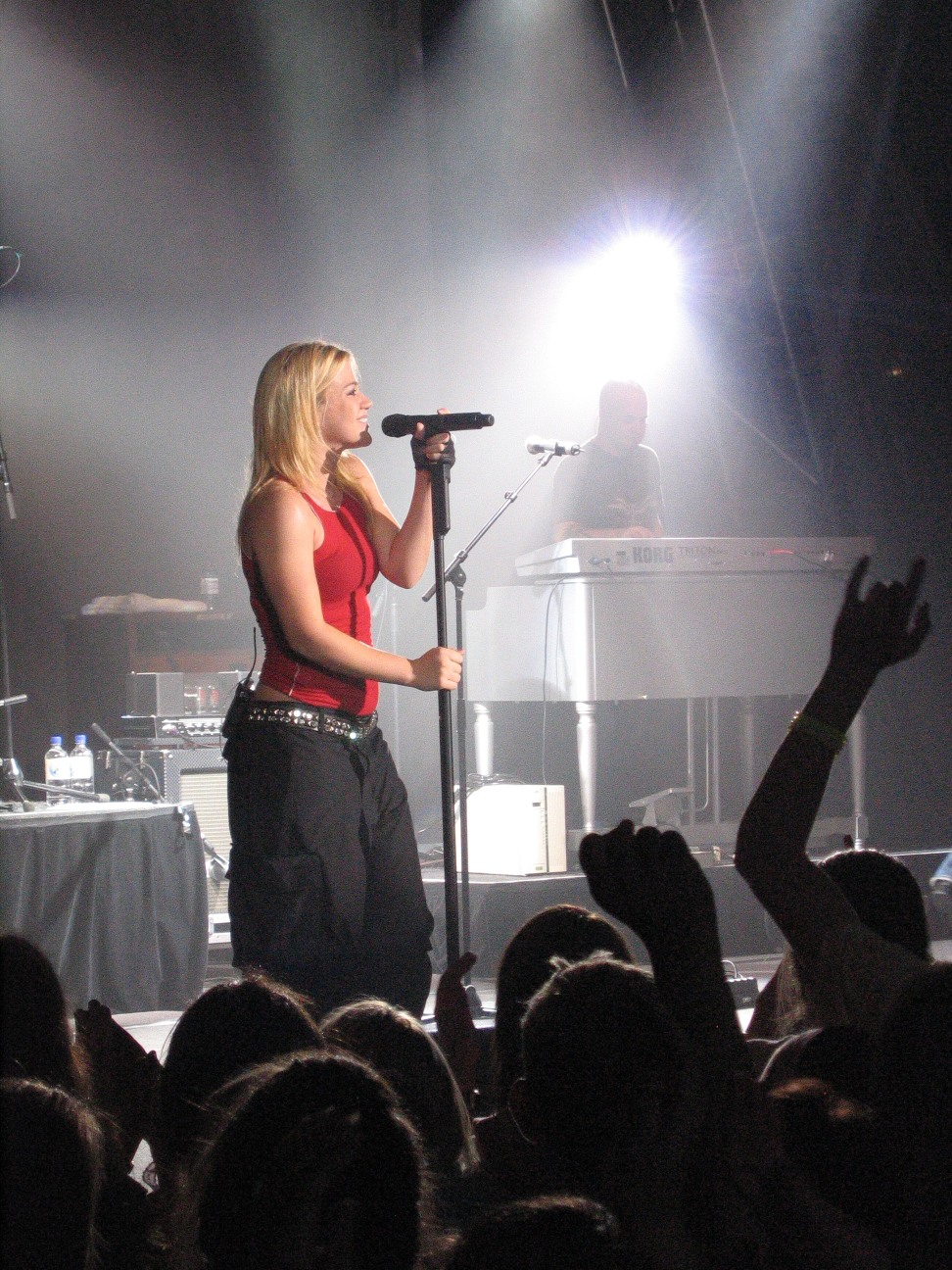
Clarkson tijdens de Hazel Eyes-toer in Australië in 2005.

Clarkson wilde dat haar tweede album, in vergelijking met het eerste, een meer eigen sound zou krijgen. Dit resulteerde in het goed verkopende Breakaway, een album met een krachtige poprocksound en veel potentiële hits. Het album verscheen eind 2004 in de Verenigde Staten en werd een regelrecht succes. In 2006 ontving ze voor dit album de Grammy Award voor Best Pop Vocal Album. De eerste single Breakaway (door Avril Lavigne geschreven) belandde, ondanks het popformaat, in haar thuisland op nummer 6 mede doordat het nummer de soundtrack was van de film The Princess Diaries 2: Royal Engagement. In Nederland werd het nummer als vijfde single uitgebracht.
Weken nadat de single werd uitgebracht, bevond deze zich nog hoog in de hitlijsten in de Verenigde Staten. Een half jaar na de verschijning van de single bracht Clarkson de tweede single Since U Been Gone uit. Hierin zingt Clarkson over het single zijn na het verbreken van een relatie. Het bereikte de vierde plek in de Nederlandse Top 40. Met dit nummer won ze in 2006 de Grammy Award voor Best Female Pop Vocal Performance. Opvolger Behind These Hazel Eyes was ook succesvol. Halverwege 2005 stond Kelly met alle drie deze singles in dezelfde Amerikaanse hitlijst, iets wat maar zelden voorkomt. De vierde single Because of You (een ballad) was haar meest persoonlijke. Op 31 december 2005 kwam Because of You de Nederlandse Top 40 binnen en op 28 januari 2006 stond hij op nummer 1.
Hierna kwam de vijfde single van Breakaway uit: Walk Away. Deze was echter minder succesvol dan de voorgangers. Deze single heeft nooit de Nederlandse hitlijsten gehaald doordat de platenmaatschappij Breakaway opnieuw uitbracht – op grond van de gestegen populariteit van de zangeres hoopten zij dat Breakaway nu wel zou aanslaan. En inderdaad kwam het nummer, zij het wel voorzichtig, de top tien binnen om daar ook enkele weken te blijven. In de Verenigde Staten werd het nummer Gone opgepikt door de radiostations maar het werd niet op single uitgebracht.
Na het uitbrengen van Breakaway ging Clarkson op tournee – eerst met de Breakaway Tour en daarna de Hazel Eyes Tour. In december 2005 gaf Kelly in Australië een aantal concerten, waarna ze vanaf februari 2006 een aantal shows in Europa gaf. Van het album Breakaway zijn wereldwijd nu ongeveer elf miljoen stuks verkocht. Dit komt onder meer doordat het album in de zomer van 2005 ook in Europa (in speciale editie) is uitgebracht.

### Labelproblemen (2007) en derde album:My December
Op 22 juni 2007 kwam het album My December uit. Clarkson was op dit album actiever aanwezig en had ook aan meer nummers meegeschreven. Het gevolg was een meer volwassen geluid van de zangeres. De eerste single van haar nieuwe album werd Never Again, dat op 13 april werd uitgebracht. In Nederland werd het nummer uitgeroepen tot Alarmschijf op Radio 538. Ondanks het bereiken van de Amerikaanse top 10, daalde Never Again vrij snel doordat het weinig op de radio werd gedraaid. Daarom besliste de platenmaatschappij om de tweede single, Sober, al twee maanden na Never Again uit te brengen – daarbij maakten ze een inschattingsfout door pas een week later de single naar de radiozenders te sturen. Omdat het nummer toen alweer zakte in de hitlijsten, werd het niet op de radio gedraaid. Geruchten over de ruzie tussen platenbaas Clive Davis en Clarkson kwamen in de media.
Ondanks de negativiteit kwam het album My December binnen op nummer zeven in de Nederlandse Album Top 100. In de Verenigde Staten kwam het album binnen op de tweede plaats en overtrof het de eersteweeks verkoopaantallen van Breakaway. Het album verdween vrij snel uit de lijsten doordat de platenmaatschappij weinig aandacht schonk aan het promoten van het album. Clarkson ontsloeg haar manager, annuleerde haar My December-tournee en zocht naar iemand die beter bij haar paste en dezelfde visie had. Die vond ze in de persoon van Reba McEntire, een bekende countryzangeres. Clarkson scoorde een grote hit met Because of You, een Grammy-genomineerd duet met McEntire.
Na de ophef rondom My December begon ze in september met de promotie in Australië, waar de geruchten weinig invloed hadden op de verkoopcijfers en Clarkson gewoon in de top 10 bleef staan. One Minute werd daar als single uitgebracht en deed het erg goed. Na de My December Tour volgde de My December World Tour. Deze bracht haar op 5 en 6 april 2008 naar België en Nederland.

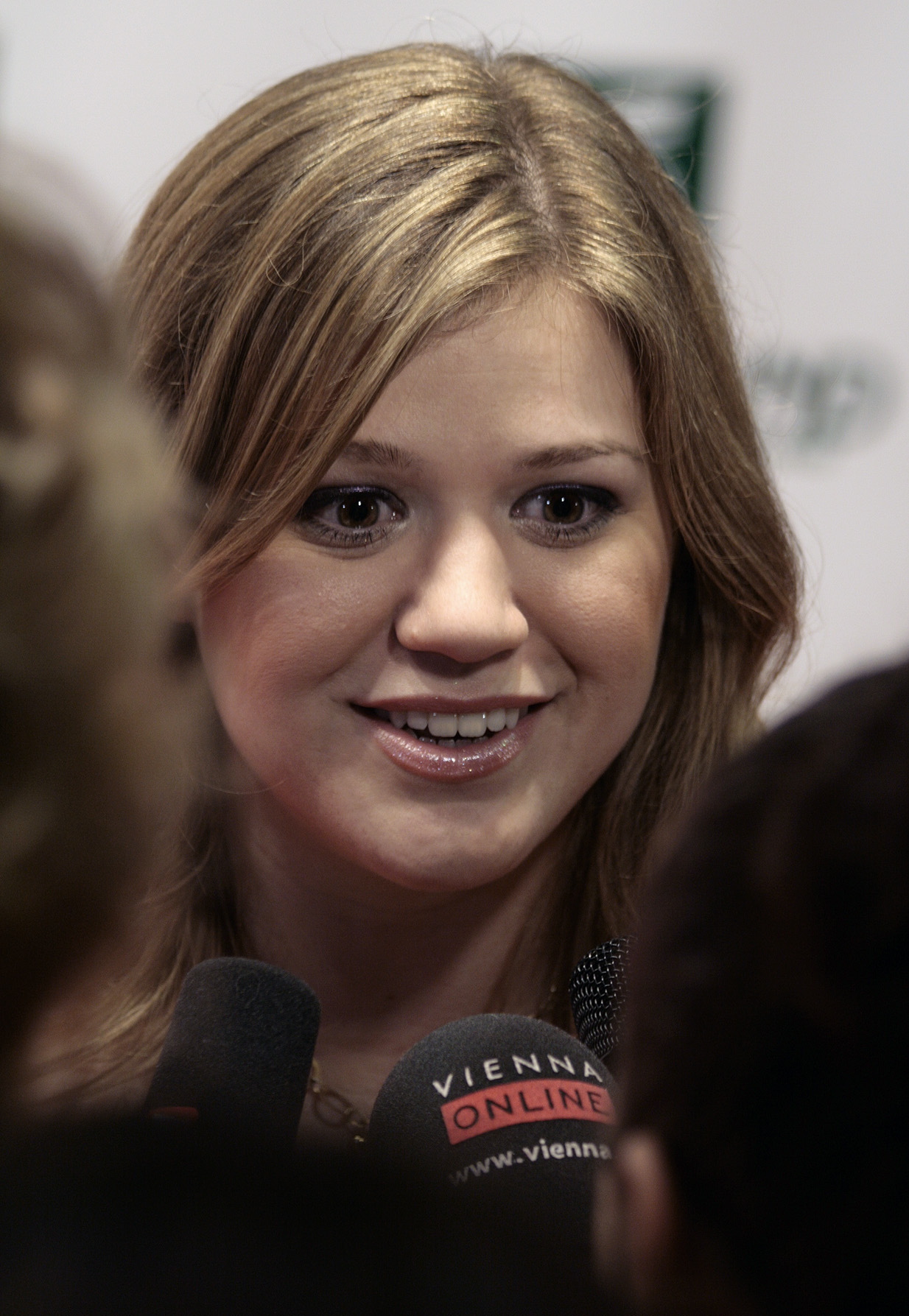
Clarkson bij de Women's World Awards in 2009.

### Nieuwe poging (2008–2010) en vierde album:All I Ever Wanted
Voor haar vierde album werkte Clarkson onder andere samen met producer Ryan Tedder, die verantwoordelijk was voor onder andere Leona Lewis' Bleeding Love. Hij beschreef de nummers waar hij aan werkte voor het album als: met "grootse refreinen" en "zware drumprogrammeringen". Enkele nummers zijn geïnspireerd op de electrorockband Garbage en er is een midtempo rockballad dat een experimentele brug heeft, geïnspireerd op Mozart. In een radio-interview meldde de zangeres dat ze op het liedje Irvine van het album My December een vervolg had geschreven, getiteld I Finally Got It Right, dit nummer haalde uiteindelijk niet het album. Op 9 januari 2009 maakte Clarkson de albumtitel bekend in haar nieuwsbrief.
De eerste single My Life Would Suck Without You was een week later al te downloaden. Het nummer deed het erg goed in de hitlijsten en zorgde voor een comeback door zowel in de Verenigde Staten als in het Verenigd Koninkrijk de eerste plek te bereiken. Het nummer vestigde een record door de grootste sprong in de geschiedenis van de Amerikaanse hitlijst te maken, een record dat ze al eerder in 2002 verbrak met A moment like this. De single was haar best presterende single in de Nederlandse Top 40 en bereikte de derde plek.
Het album kwam uit op 10 maart 2009. Het debuteerde in Nederland en Vlaanderen op de zesde plek. In haar thuisland kwam het album op de eerste plek.
Als tweede single werd I Do Not Hook Up gekozen – deze had minder succes dan de voorgaande, maar behaalde niettemin in de meeste landen de top-twintig.
Als derde single werd gekozen voor Already Gone. Nadat het nummer op de 70e plek was binnengekomen in de Billboard Hot 100 in maart 2009, na uitbrengen van het album, werd Already Gone als derde single uitgebracht op 11 augustus 2009. De single bereikte de dertiende positie in de Verenigde Staten, de twaalfde positie in Australië en de vijftiende plaats in drie andere landen, maar haalde in de meeste landen niet de top 20.
De vierde single in de Verenigde Staten, All I Ever Wanted, de titelsong van het album, werd geen hit en bleef steken op de 96e plaats in de Hot 100.

### Vijfde album:Stronger(2011)
In november 2009 werd Clarkson door MTV geïnterviewd. Daarin gaf ze aan bezig te zijn met het schrijven van nummers voor haar vijfde album. Dat album is getiteld Stronger en werd (in de Verenigde Staten) uitgebracht op 25 oktober 2011. In Nederland verscheen het album op 21 oktober. Clarkson schreef mee aan ongeveer de helft van de liedjes op het album.
In interviews heeft Clarkson aangegeven dat You Love Me verreweg haar favoriete liedje is op het album. Ook Dark Side noemt ze soms als favoriet.
De eerste single van het album, Mr. Know It All, kwam uit op 30 augustus 2011. Clarkson liet het nummer (de studioversie, niet live) tijdens een live webcast op haar officiële website horen. Vervolgens werd het nummer op 5 september beschikbaar gesteld op iTunes. Clarkson heeft het nummer verscheidene malen bij televisieshows in de Verenigde Staten ten gehore gebracht. Dit heeft ertoe geleid dat de single, na het uitbrengen van het album, begin november 2011 de top-tien van de Amerikaanse Hot 100 behaalde. In Zuid-Korea en Australië behaalde Mr. Know It All zelfs de toppositie. In Nederland is de single nooit verder gekomen dan plaats 9 in de tipparade. Tot haar eigen verbazing won ze met Stronger in 2013 opnieuw de Grammy Award voor Best Pop Vocal Album, waarmee ze de enige zangeres is, die deze categorie meermaals won.

### Greatest Hits: Chapter Oneen kerstalbumWrapped in Red(2012–2014)

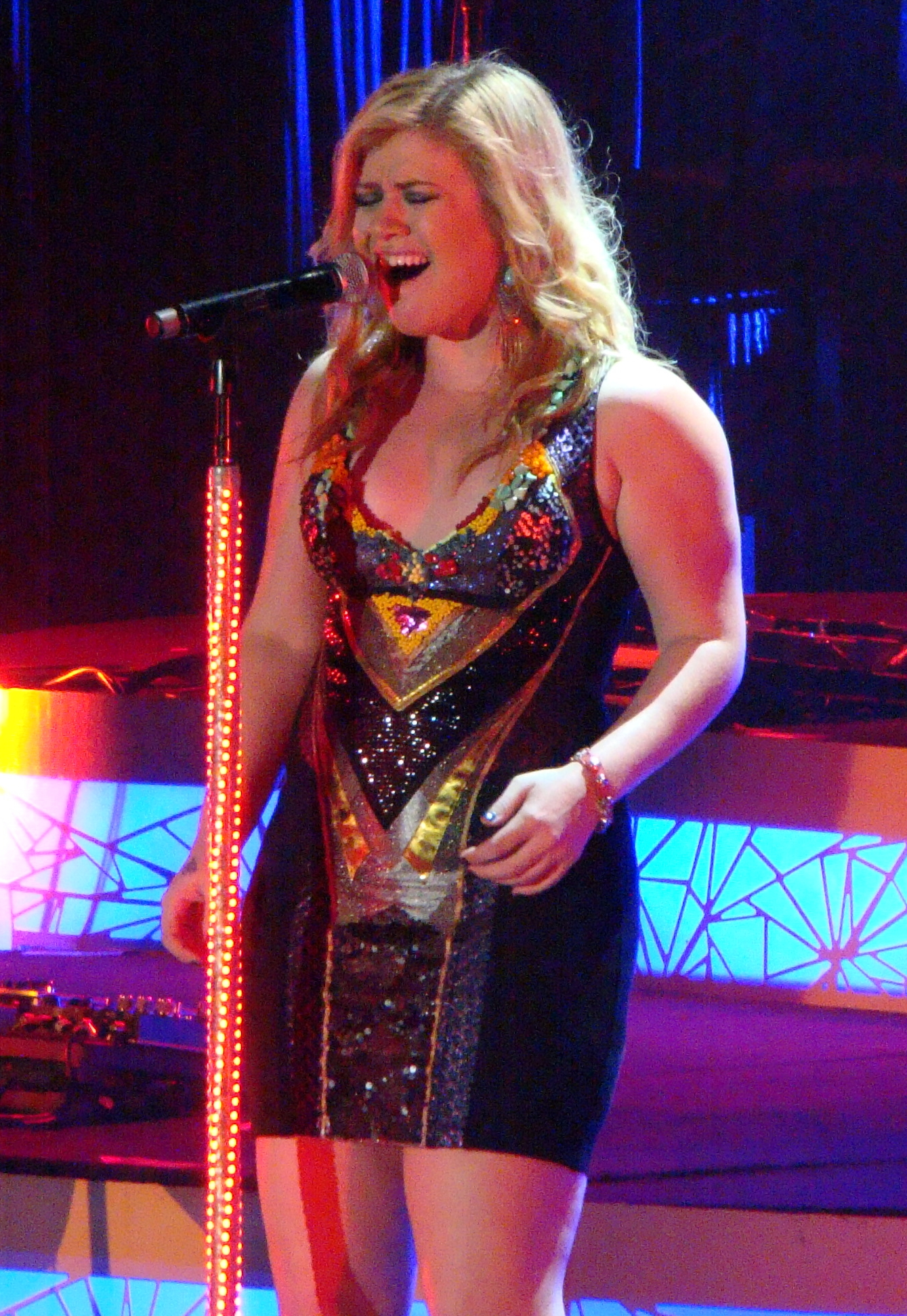
Clarkson trad op tijdens haar Stronger Tour, 2012

Clarkson bracht haar eerste album met muzikale hoogtepunten, Greatest Hits: Chapter One, uit op 19 november 2012. Net als bij Stronger ging ook Chapter One vergezeld van een kleine oplage van haar derde ep, The Smoakstack Sessions Vol. 2. Drie nummers werden opgenomen voor de compilatie: Catch My Breath, Don't Rush en People Like Us. Ze werden alle ook uitgebracht als single. Catch My Breath, de eerste single, kwam uit in oktober 2012 en bereikte de 19e plaats in de Billboard Hot 100 in de VS. Don't Rush, dat ze samen met countryzanger Vince Gill maakte, verscheen eveneens in oktober 2012 en bereikte de 87e plaats van deze hitlijst. De derde en laatste single, People Like Us, verscheen in april 2013 en kwam terecht op plaats 56 van de Hot 100. In augustus 2013 verscheen haar single Tie It Up.
In april 2013 kondigde Clarkson aan bezig te zijn met het opnamen voor haar eerste kerstalbum; Wrapped in Red. Het album en de single Underneath The Tree kwamen in november 2013 uit. Voor dit album werkte ze samen met Kurstin, Shontelle, countrymuzikanten Ronnie Dunn en McEntire en Trisha Yearwood. Het album kwam binnen op de 3e plaats van de Billboard Top 200 lijst en bereikte op 5 december 2013 de platinum status in de VS. De verkoopresultaten van de single Underneath the Tree vielen echter tegen.

### Piece by PieceenMeaning of Life(2015 tot heden)
In september 2014 kondigde Clarkson het studio-album Piece by piece aan, dat begin 2015 uitgebracht werd. Het was haar laatste contractueel verplichte popalbum met RCA. Het album kwam eind februari 2015 uit en debuteerde op nummer één in de Billboard 200 albumlijst. Daarmee werd het haar derde nummer één album en het eerste sinds All I ever wanted (2009).
Haar achtste studioalbum, Meaning of life, verscheen in oktober 2017.

## Privéleven
Clarkson trouwde in 2013. Ze beviel in juni 2014 van een dochter. In april 2016 beviel ze van een zoon. In 2021 werd de scheiding aangevraagd.

## Zangstem

### Stembereik
Clarkson heeft het stembereik van een sopraan; 3 octaven en twee noten. Deze lopen van E3 - G6.

## Discografie

### Albums
| Album met eventuele hitnotering(en) in de Nederlandse Album Top 100 | Datum van verschijnen | Datum van binnenkomst | Hoogste positie | Aantal weken | Opmerkingen |
| ------------------------------------------------------------------- | --------------------- | --------------------- | --------------- | ------------ | ----------- |
| Thankful                                                            | 15-04-2003            | 18-10-2003            | 83              | 5            |             |
| Breakaway                                                           | 30-11-2004            | 25-06-2005            | 1(3wk)          | 67           | Platina     |
| My December                                                         | 22-06-2007            | 30-06-2007            | 7               | 11           |             |
| All I ever wanted                                                   | 10-03-2009            | 28-03-2009            | 6               | 18           |             |
| Stronger                                                            | 25-10-2011            | 29-10-2011            | 16              | 4            |             |
| Piece by piece                                                      | 27-02-2015            | 07-03-2015            | 18              | 3            |             |
| Meaning of life                                                     | 27-10-2017            | 04-11-2017            | 35              | 1            |             |
| Wrapped in Red                                                      | 25-10-2013            | 30-12-2017            | 11              | 8            |             |

| Album met hitnotering(en) in de Vlaamse Ultratop 200 albums | Datum van verschijnen | Datum van binnenkomst | Hoogste positie | Aantal weken | Opmerkingen   |
| ----------------------------------------------------------- | --------------------- | --------------------- | --------------- | ------------ | ------------- |
| Breakaway                                                   | 2005                  | 09-07-2005            | 3               | 72           |               |
| My December                                                 | 2007                  | 30-06-2007            | 23              | 14           |               |
| All I ever wanted                                           | 2009                  | 14-03-2009            | 6               | 26           |               |
| Stronger                                                    | 2011                  | 29-10-2011            | 45              | 5            |               |
| Greatest hits - Chapter one                                 | 16-11-2012            | 01-12-2012            | 88              | 10           | Verzamelalbum |
| Wrapped in red                                              | 2013                  | 09-11-2013            | 183             | 1            |               |
| Piece by piece                                              | 2015                  | 07-03-2015            | 39              | 6            |               |
| Meaning of life                                             | 2017                  | 04-11-2017            | 42              | 3            |               |

### Singles
| Single met eventuele hitnotering(en) in de Nederlandse Top 40 | Datum van verschijnen | Datum van binnenkomst | Hoogste positie | Aantal weken | Opmerkingen                                          |
| ------------------------------------------------------------- | --------------------- | --------------------- | --------------- | ------------ | ---------------------------------------------------- |
| Miss Independent                                              | 10-04-2003            | 06-09-2003            | 9               | 9            | Nr. 27 in de Mega Top 50 / B2B Top 100 / Alarmschijf |
| The trouble with love is                                      | 12-11-2003            | 17-01-2004            | 32              | 3            | Nr. 26 in de Mega Top 50 / B2B Top 100               |
| Since U been gone                                             | 16-11-2004            | 18-06-2005            | 4               | 16           | Nr. 10 in de Single Top 100 / Alarmschijf            |
| Behind these hazel eyes                                       | 12-04-2005            | 01-10-2005            | 7               | 12           | Nr. 15 in de Single Top 100 / Alarmschijf            |
| Because of you                                                | 16-08-2005            | 31-12-2005            | 1(2wk)          | 16           | Nr. 1 in de Single Top 100 / Alarmschijf             |
| Breakaway                                                     | 19-07-2004            | 27-05-2006            | 9               | 14           | Nr. 30 in de Single Top 100 / Alarmschijf            |
| Never again                                                   | 24-04-2007            | 26-05-2007            | 23              | 5            | Nr. 38 in de Single Top 100 / Alarmschijf            |
| My life would suck without you                                | 13-01-2009            | 31-01-2009            | 3               | 19           | Nr. 5 in de Single Top 100 / Alarmschijf             |
| I do not hook up                                              | 14-04-2009            | 09-05-2009            | 19              | 8            | Nr. 97 in de Single Top 100 / Alarmschijf            |
| Already gone                                                  | 11-08-2009            | 05-09-2009            | tip8            | -            | Nr. 78 in de Single Top 100                          |
| Mr. Know it all                                               | 05-09-2011            | 03-09-2011            | tip9            | -            | Nr. 90 in de Single Top 100                          |
| Stronger (What doesn't kill you)                              | 17-01-2012            | 24-12-2011            | tip9            | -            | Nr. 59 in de Single Top 100                          |
| Dark side                                                     | 05-06-2012            | 04-08-2012            | tip19           | -            |                                                      |
| Catch my breath                                               | 10-10-2012            | 10-11-2012            | tip20           | -            |                                                      |
| Underneath the tree                                           | 05-11-2013            | 28-12-2013            | 25              | 2            | Nr. 8* in de Single Top 100 / Alarmschijf            |
| Heartbeat song                                                | 12-01-2015            | 17-01-2015            | tip3            | -            | Nr. 71 in de Single Top 100                          |
| Second hand heart                                             | 20-10-2015            | 14-11-2015            | tip4            | -            | met Ben Haenow                                       |
| Piece by piece (Idol version)                                 | 2016                  | 05-03-2016            | tip16           | -            |                                                      |

| Single met hitnotering(en) in de Vlaamse Ultratop 50 | Datum van verschijnen | Datum van binnenkomst | Hoogste positie | Aantal weken | Opmerkingen                |
| ---------------------------------------------------- | --------------------- | --------------------- | --------------- | ------------ | -------------------------- |
| Miss Independent                                     | 2003                  | 27-09-2003            | tip9            | -            |                            |
| Since U been gone                                    | 2005                  | 25-06-2005            | 22              | 14           |                            |
| Behind these hazel eyes                              | 2005                  | 25-10-2005            | 23              | 14           |                            |
| Because of you                                       | 2005                  | 04-02-2006            | 5               | 21           | Nr. 5 in de Radio 2 Top 30 |
| Walk away                                            | 2006                  | 27-05-2006            | tip2            | -            |                            |
| Breakaway                                            | 2006                  | 28-10-2006            | tip6            | -            |                            |
| Never again                                          | 2007                  | 14-07-2007            | 44              | 6            |                            |
| My life would suck without you                       | 2009                  | 07-03-2009            | 18              | 9            |                            |
| I do not hook up                                     | 2009                  | 30-05-2009            | tip8            | -            |                            |
| Already gone                                         | 2009                  | 03-10-2009            | tip15           | -            |                            |
| Mr. Know it all                                      | 2011                  | 17-09-2011            | tip6            | -            |                            |
| Stronger (What doesn't kill you)                     | 2011                  | 25-02-2012            | 25              | 10           |                            |
| Dark side                                            | 2012                  | 14-07-2012            | tip17           | -            |                            |
| Catch my breath                                      | 2012                  | 20-10-2012            | tip21           | -            |                            |
| People like us                                       | 2013                  | 20-07-2013            | tip14           | -            |                            |
| Underneath the tree                                  | 2013                  | 14-12-2013            | 13              | 4            |                            |
| Wrapped in red                                       | 2014                  | 20-12-2014            | tip56           | -            |                            |
| Heartbeat song                                       | 2015                  | 21-02-2015            | tip7            | -            |                            |
| I don't think about you                              | 2017                  | 02-12-2017            | tip             | -            |                            |
| Baby, it's cold outside                              | 2019                  | 12-12-2020            | tip             | -            |                            |

### NPO Radio 2 Top 2000
| Nummers met noteringen in de NPO Radio 2 Top 2000 | '07  | '08 | '09  | '10  | '11  | '12  | '13  | '14  |
| ------------------------------------------------- | ---- | --- | ---- | ---- | ---- | ---- | ---- | ---- |
| Because of You                                    | -    | -   | 1246 | 1331 | 1530 | 1387 | 1513 | 1871 |
| Breakaway                                         | 1397 | -   | -    | -    | -    | -    | -    | -    |

1. ↑  Een '-' betekent dat het nummer niet was genoteerd en een vetgedrukt getal geeft de hoogste notering van een nummer aan.
2. ↑  2007 was het eerste jaar met een notering voor Kelly Clarkson.
3. ↑  Deze tabel is bijgewerkt tot en met de laatste editie (2024).

### Dvd's
- From Justin to Kelly (2003)
- Miss Independent (2003)
- Behind Hazel Eyes (2005)